# Cima di Gagnone
La Cima di Gagnone (2.518 m s.l.m.) è una montagna delle Alpi Ticinesi e del Verbano nelle Alpi Lepontine. Si trova in Svizzera (Canton Ticino).

## Descrizione
La montagna si trova sul crinale che divide la Valle Verzasca dalla Val Leventina.